# Hansens Trine
Hansens Trine ist ein Märchen. Es stand in den Kinder- und Hausmärchen der Brüder Grimm nur in der 1. Auflage von 1812 an Stelle 34 (KHM 34a).

## Inhalt
Die faule Trine isst und schläft, statt zur Arbeit zu gehen – bis es Nacht und zu spät zum Arbeiten ist. Einmal schneidet ihr Mann Hans der Schlafenden den Rock kurz. Als sie erwacht und zur Arbeit will, sieht sie den Rock und ist unsicher, ob sie überhaupt Trine ist. Sie geht heim und fragt, ob Trine drinnen ist. Die anderen meinen ja. Da geht sie vergnügt fort und Hans ist sie los.

## Herkunft und Verbleib
Das Märchen stammt von Dortchen Wild. Es entspricht Episoden aus Die kluge Else und Der Frieder und das Katherlieschen, die es ab der 2. Auflage ersetzen, wobei es in der Anmerkung zu ersterem beschrieben ist.

## Parodie
In Janoschs Parodie geht die faule Trine im abgeschnittenen Rock aus, kriegt einen anderen Mann, weil das so schön aussieht, und Hans ist sie los.